# Sikupilli
Sikupilli est un quartier du district de Lasnamäe à Tallinn en Estonie.

## Étymologie
Le mot sikupilli (littéralement "instrument de chèvre") dériverait du mot estonien pour cornemuse, torupill (en), et désignerait une cornemuse dont le sac serait un estomac de chèvre.

## Description
En 2019, Sikupilli compte 12 004 habitants.
La superficie du quartier de Sikupilli est de 1,35 km2.
Le quartier fait face au centre-ville qu'il surplombe et est délimité au nord par la route de Laagna.
Les quartiers voisins sont Kadrioru, Uuslinna, Kurepõllu, Pae, Ülemiste, Juhkentali et Torupilli
Les rues du quartier de Sikupilli sont Lasnamäe tänav, Laagna tee, Võidujooksu tänav, Pae tänav, Peterburi tee et Tartu maantee.

## Paysage urbain
Sikupilli est une zone essentiellement résidentielle, comprenant toutefois l'un des plus grands parcs de la ville, le parc du calcaire (parc Pae), ainsi que deux zones d'activités importantes : le centre commercial Sikupilli à l’extrémité ouest du quartier et la rue Pallasti qui comprend sur sa longueur un centre de tri postal, un supermarché, ainsi que d'autres commerces et restaurants au niveau du croisement avec la rue du Phare.
- Pallasti tänav 54 , Administration de Lasnamäe ;
- Pallasti tänav 28, Bâtiment principal d'Omniva  ;
- Pae tänav 5, Lycée Pae  ;
- Pallasti tänav 41, Jardin d'enfants Edu Valem  ;
- Kivimurru tänav 3, École maternelle Sikupilli ;
- Pae tänav 1, Complexe sportif de Lasnamäe (et) ;
- Killustiku tänav 16, Centre social de Lasnamäe (et)  ;
- Tartu maantee 87, Centre commercial Sikupilli (et)  ;

## Population
| 2008   | 2010   | 2011   | 2012   | 2013   | 2014   |
| ------ | ------ | ------ | ------ | ------ | ------ |
| 10 938 | 10 952 | 10 998 | 10 900 | 11 035 | 11 298 |

| 2015   | 2016   | 2017   | 2018   | 2019   | 2020   |
| ------ | ------ | ------ | ------ | ------ | ------ |
| 11 493 | 11 706 | 11 901 | 12 004 | 12 004 | 12 197 |

| 2021   | 2022   | - | - | - | - |
| ------ | ------ | - | - | - | - |
| 12 320 | 12 266 | - | - | - | - |

## Transport
La rue du Phare (Majaka tanav) est traversée par les lignes de tramway 2 et 4. L'arrêt Majaka Põik au bout de la rue est juxtaposé à l'arrêt de bus Pae où de nombreuses lignes de bus desservent l'ensemble de l'arrondissement de Lasnamäe.
Les lignes de bus n° 2, 7, 13, 15, 39, 50, 54, 58 desservent le quartier.

## Galerie

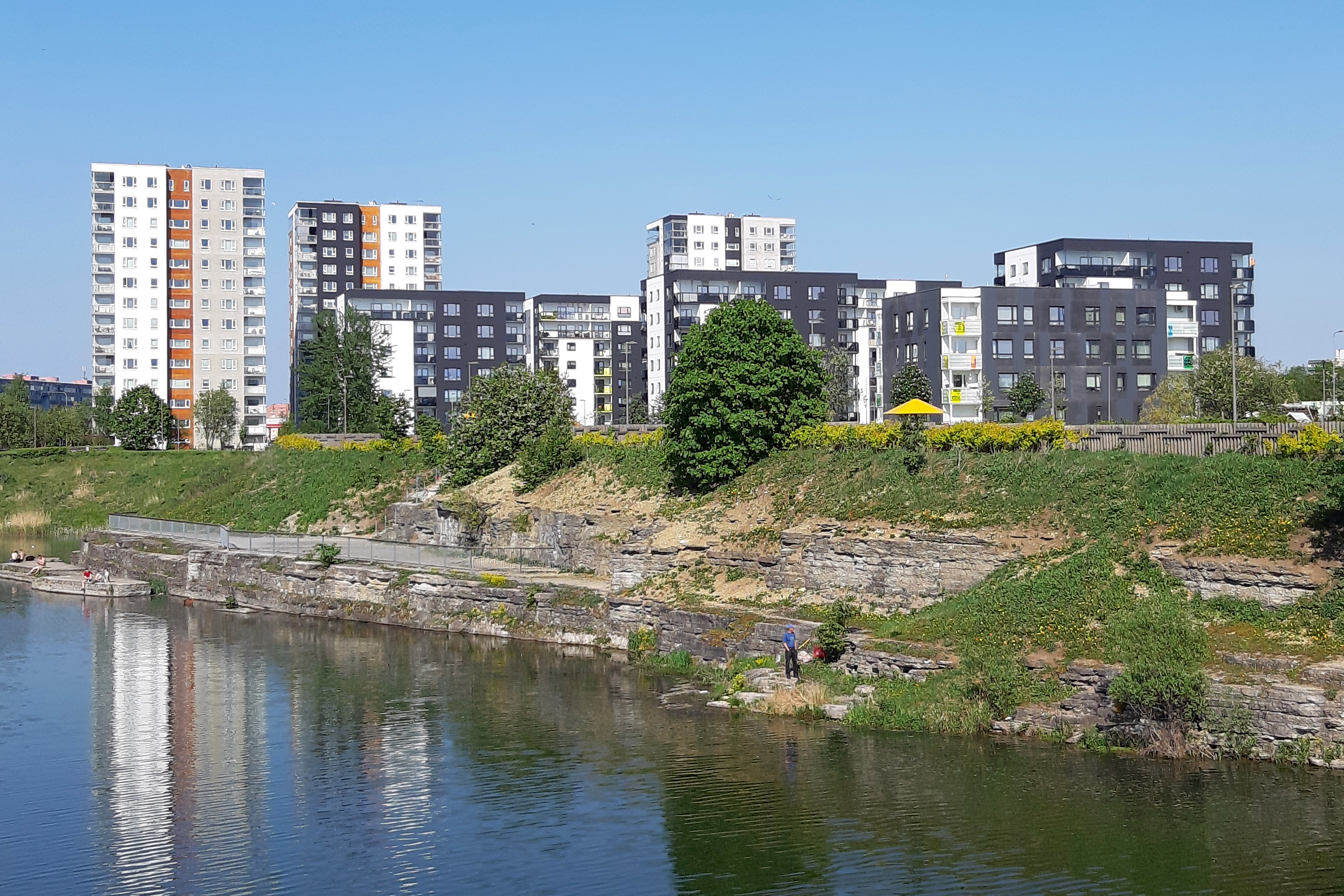
Bâtiments résidentiels à Sikupilli.
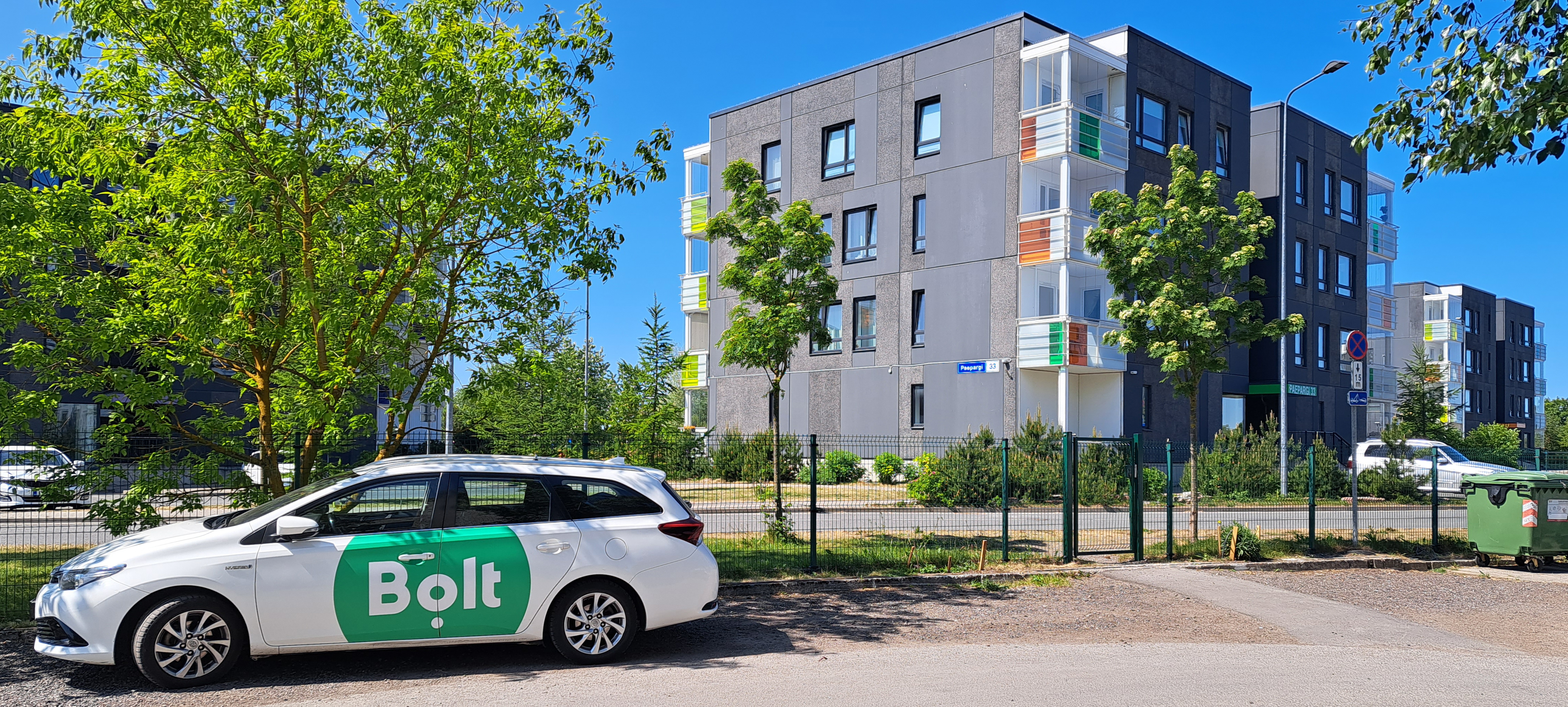
Paepargi tänav.
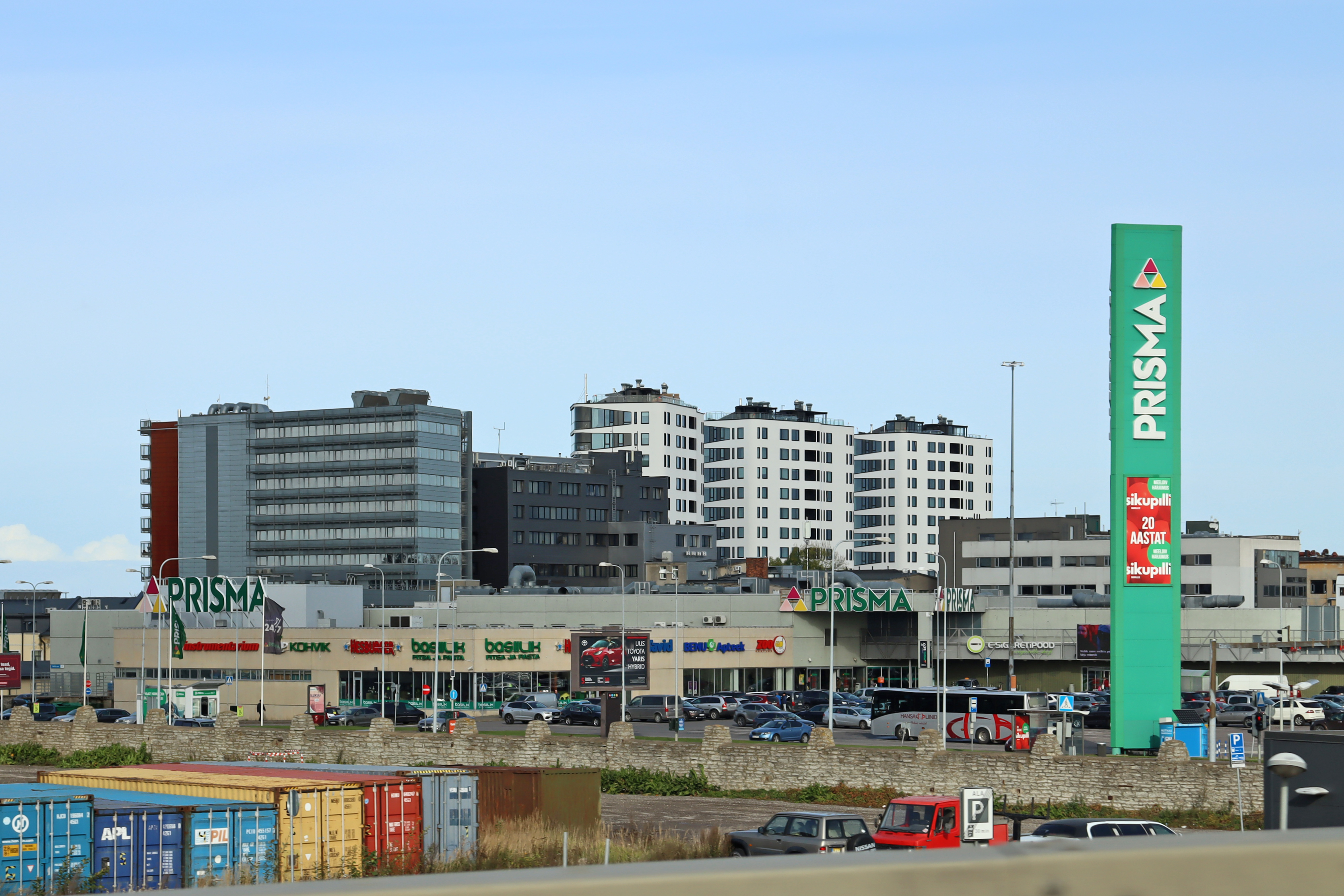
Vue de Sikupilli depuis le pont sur Peterburi tee.
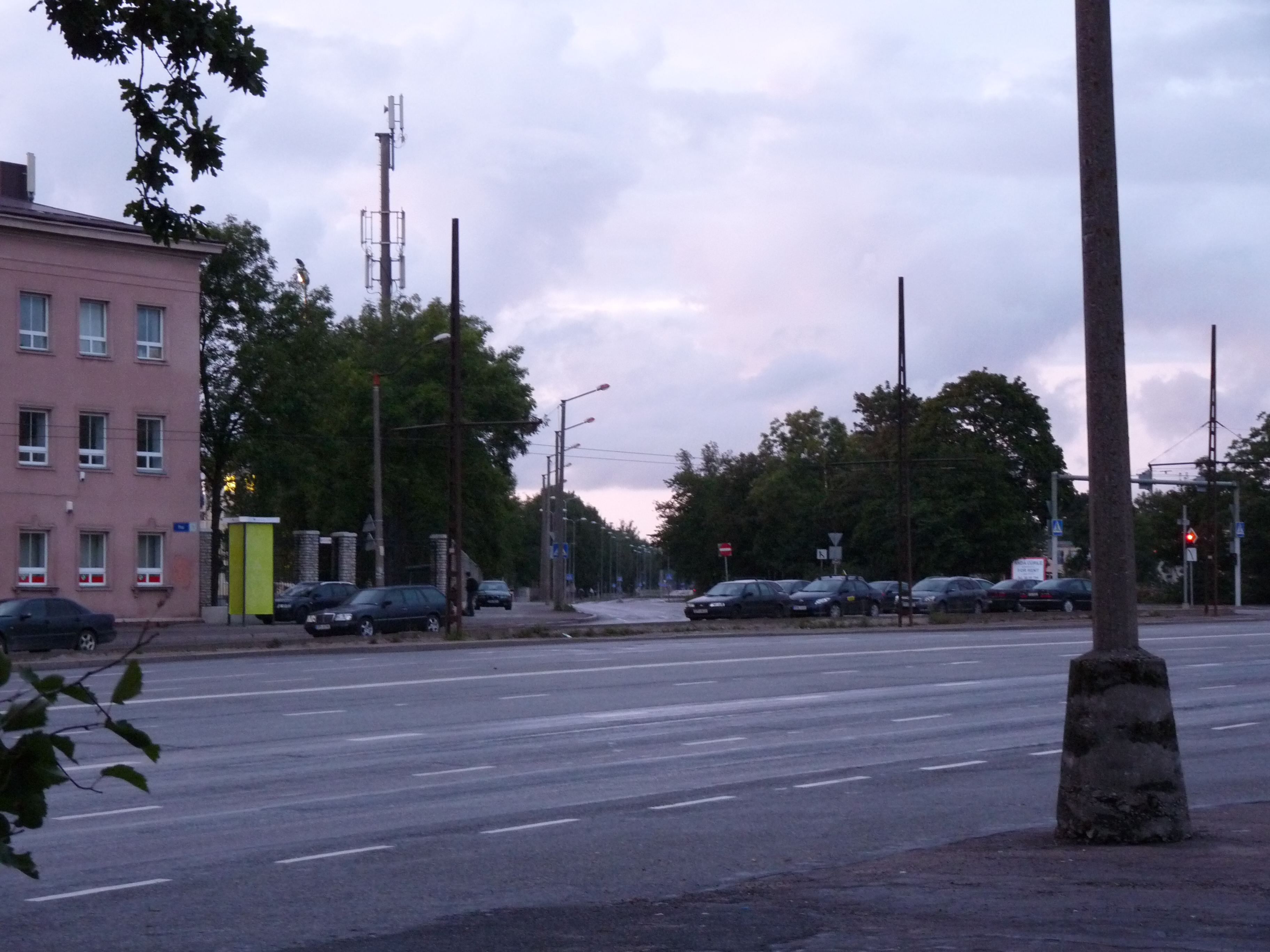
Rue Pae.
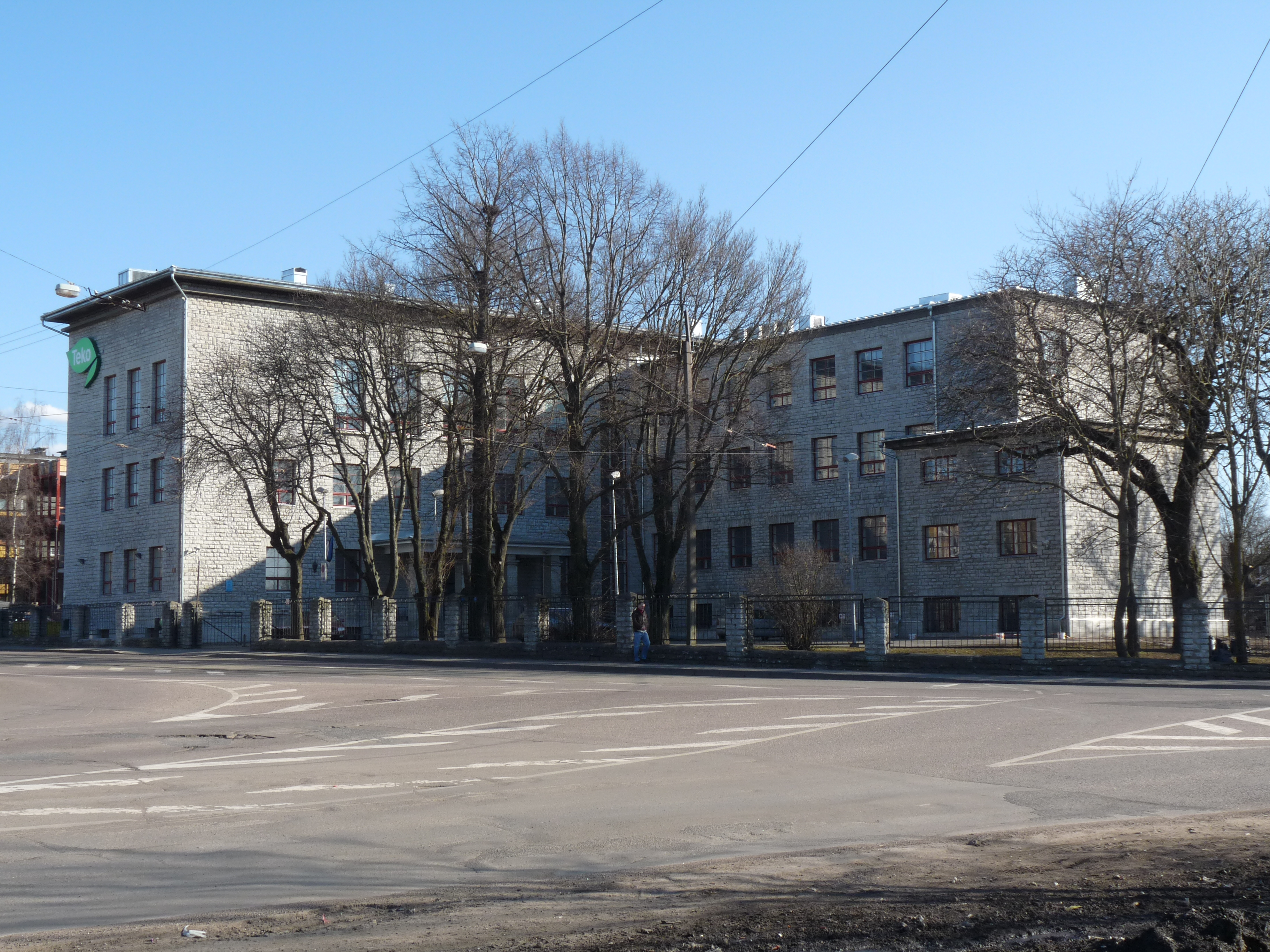
École professionnelle.
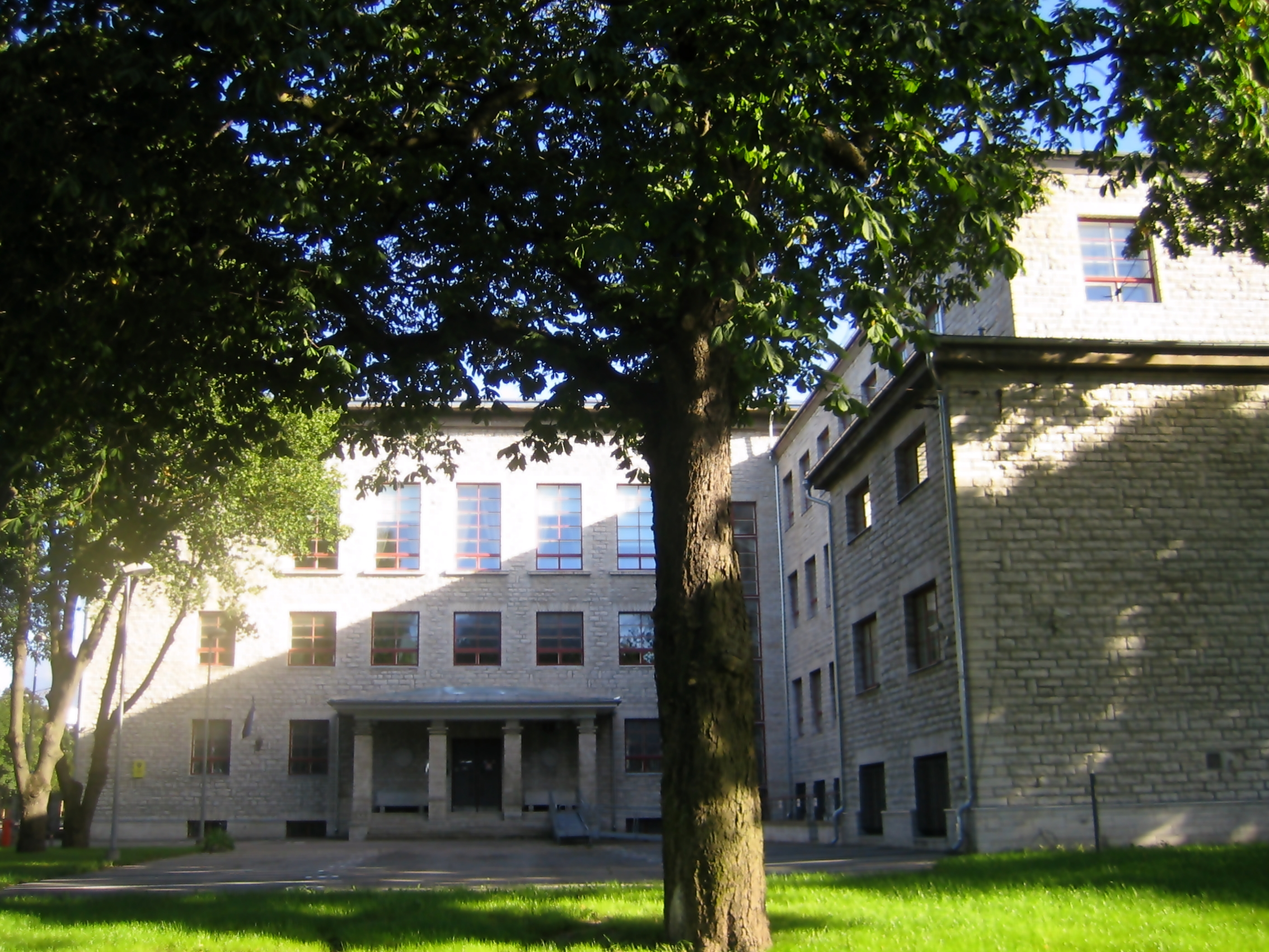
École, Majaka tn 2.
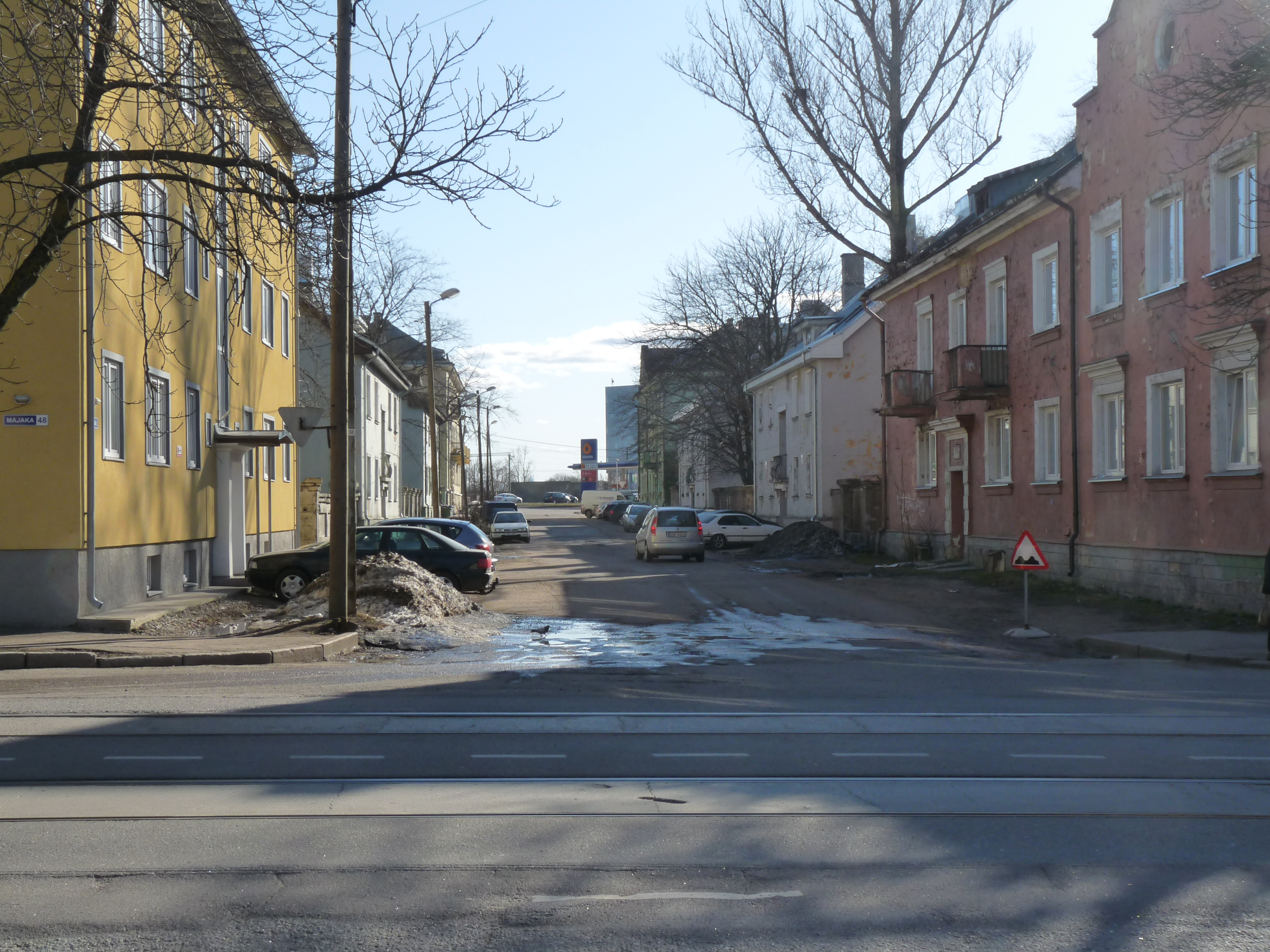
Rue Tuulemäe.
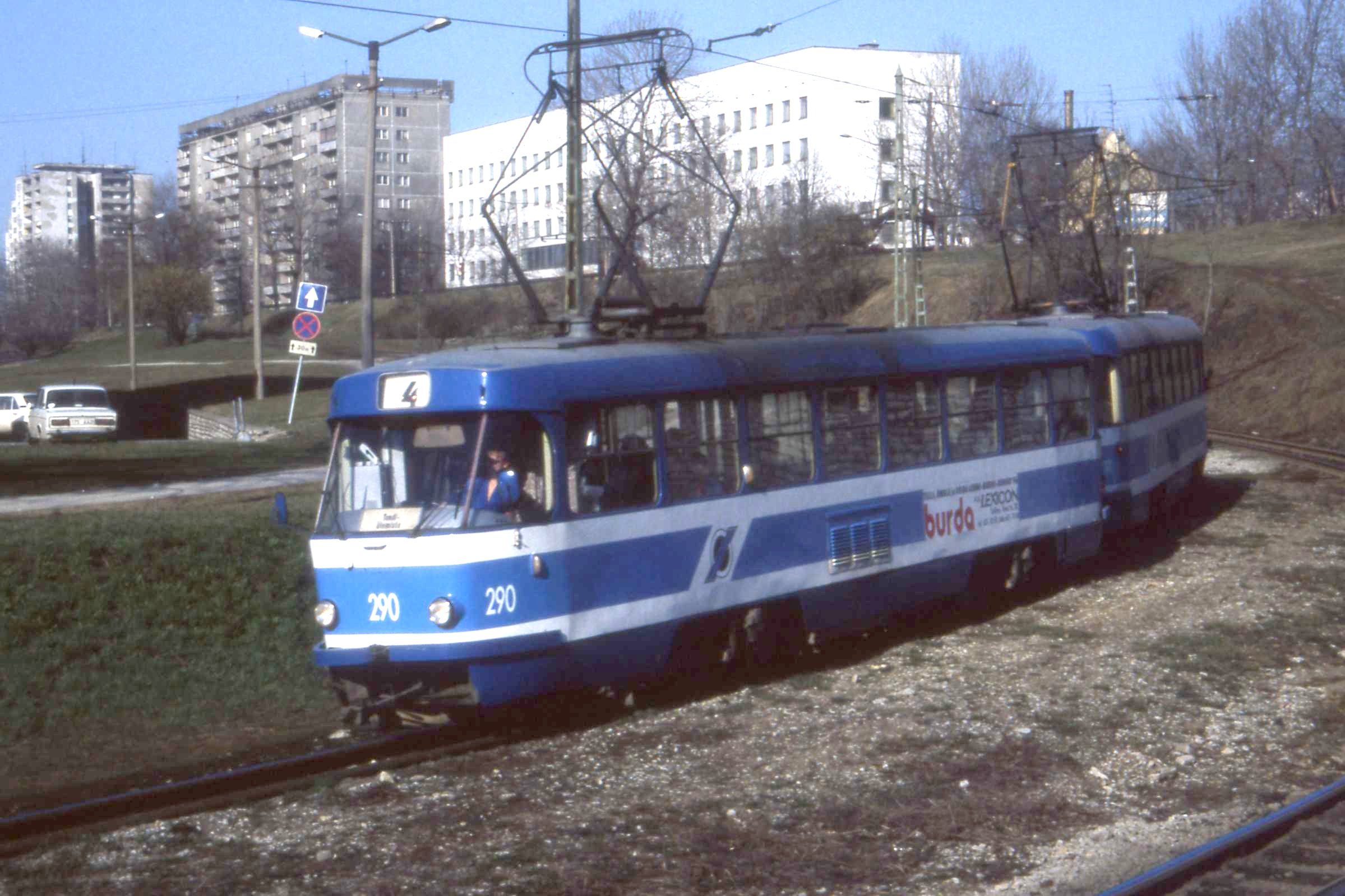
Tramway ligne 4.
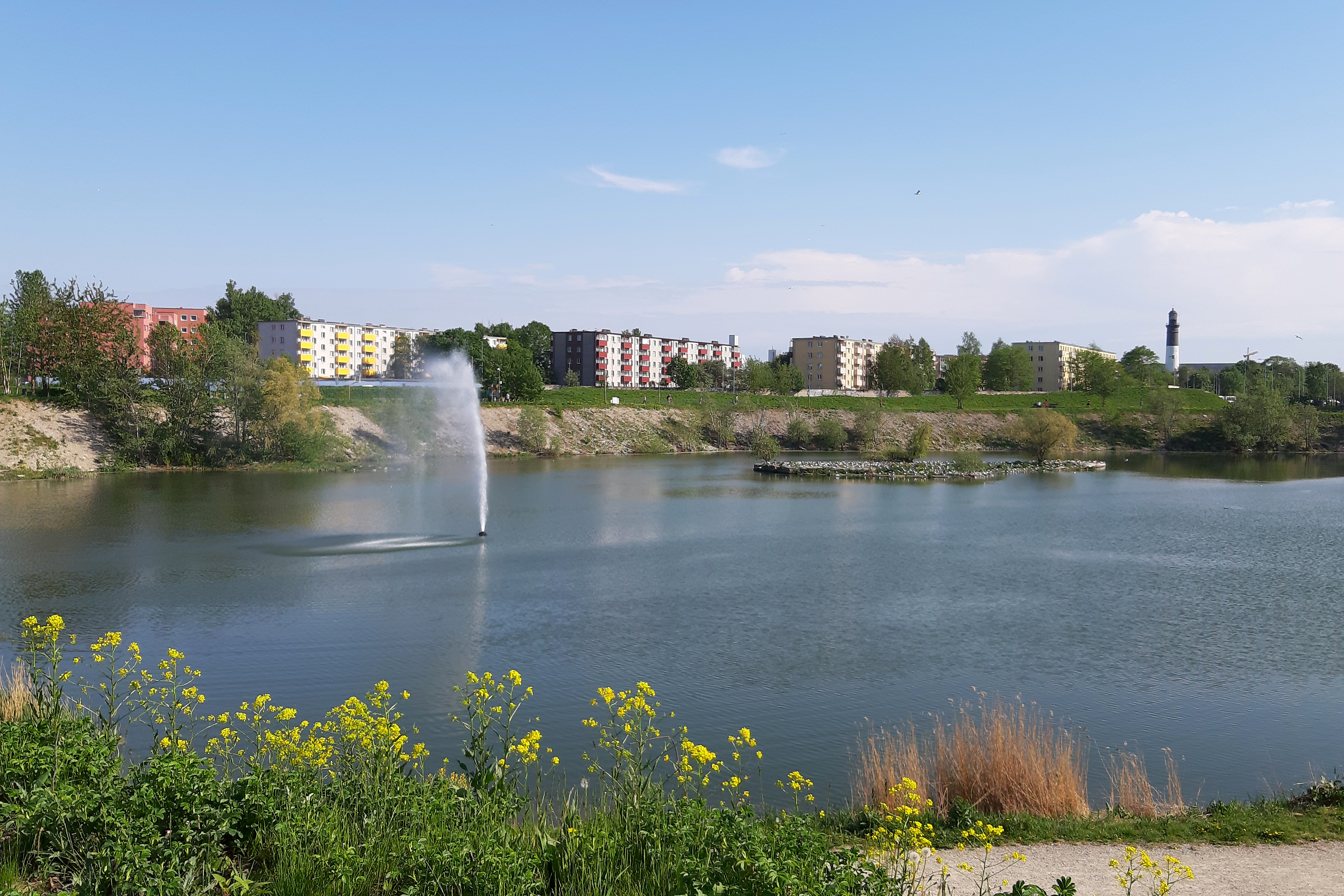
Parc Pae